# Pustniki
Pustniki (niem. Pustnick) – wieś w Polsce położona w województwie warmińsko-mazurskim, w powiecie mrągowskim, w gminie Sorkwity.
W latach 1975–1998 miejscowość administracyjnie należała do województwa olsztyńskiego.
Mazurska wieś Pustniki jest położona na zachodnim brzegu jeziora Gielądzkiego, na południe od jeziora Pustnik Mały.

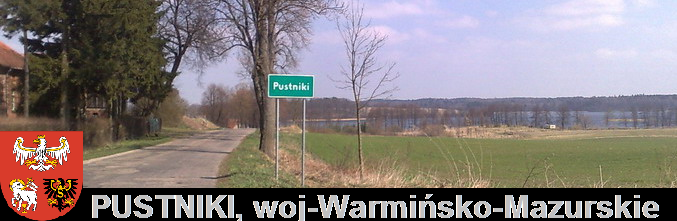
Tablica przy wjeździe do miejscowości